# Ballyhoo (jeu vidéo)
Pour les articles homonymes, voir Ballyhoo.
Ballyhoo est un jeu vidéo de fiction interactive développé par Jeff O'Neill et publié par Infocom à partir de 1986 sur Amiga, Amstrad CPC, Apple II, Atari 8-bit, Atari ST, Commodore 64, MS-DOS, TRS-80, TI-99/4A et Apple Macintosh. Le jeu s'est vendu à plus de 25 000 exemplaires entre 1986 et 1988.

## Contexte
Ballyhoo s’inscrit dans la lignée des jeux d’Infocom, société pionnière de la fiction interactive dans les années 1980. Comme les autres titres de l’éditeur, le jeu utilise le moteur Z-machine, qui permettait aux mêmes aventures textuelles de fonctionner sur de multiples plates-formes. L’œuvre appartient à la « gamme standard » d’Infocom, avec un niveau de difficulté jugé intermédiaire par rapport à d’autres jeux du catalogue.  

## Scénario
L’histoire se déroule dans un cirque en déclin, où le joueur incarne un spectateur qui se retrouve mêlé à une intrigue policière. Après la disparition de la fille du directeur du cirque, le protagoniste doit enquêter en explorant les coulisses, en interrogeant les artistes et en résolvant des énigmes textuelles. L’ambiance mélange enquête et atmosphère étrange propre aux spectacles itinérants.  

## Réception
À sa sortie, Ballyhoo a reçu un accueil positif dans la presse spécialisée sur micro-ordinateurs. Les critiques ont salué son cadre original et son intrigue plus sombre que celle de nombreux autres jeux d’Infocom. Toutefois, certains ont noté que la difficulté de certaines énigmes pouvait décourager les joueurs novices. Aujourd’hui, le jeu est considéré comme une œuvre représentative de la seconde moitié de la production d’Infocom et est étudié dans le cadre de l’histoire de la fiction interactive.  